# Pseudolepturges rufulus
Pseudolepturges rufulus är en skalbaggsart som först beskrevs av Bates 1885.  Pseudolepturges rufulus ingår i släktet Pseudolepturges och familjen långhorningar.
Artens utbredningsområde är Guatemala. Inga underarter finns listade i Catalogue of Life.